# HK Topoľčany
Le HK Topoľčany est un club de handball situé à Topoľčany en Slovaquie.

## Palmarès
- Championnat de Slovaquie (3) :1995, 1996, 1998